# Lucan (Irlanda)
Lucan (forma anglicizzata) o Leamhcán (in irlandese) è un villaggio suburbano a ovest di Dublino, Irlanda. Fa parte delle contee di South Dublin e Fingal, nella provincia di Leinster.